# El Heraldo Gallego (Montevideo)

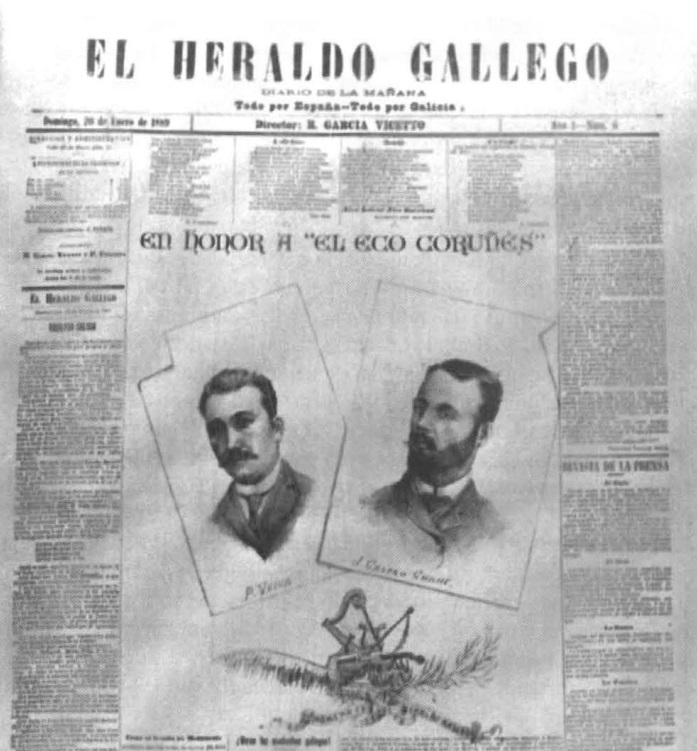
El Heraldo Gallego, Montevideo, 1889.

El Heraldo Gallego fue un periódico editado en Montevideo en 1889 por la emigración gallega en Uruguay.

## Trayectoria
Subtitulado Diario de la mañana. Todo por España. Todo por Galicia, apareció por vez primera el 15 de enero de 1889. Como propietarios figuraban Ramón García Vicetto y Pablo Fontaina, bajo la dirección del primero. Incluía poemas y difundía en folleto el Catecismo do labrego, de Lamas Carvajal. De corta vida, dejó de publicarse después de 37 números el 28 de febrero del mismo año.